# Lennart Skoglund
Lennart Skoglund (ur. 24 grudnia 1929 w Sztokholmie, zm. 8 lipca 1975 tamże) – szwedzki piłkarz, napastnik, skrzydłowy. Brązowy medalista MŚ 1950 i srebrny MŚ 1958.
W pierwszej lidze szwedzkiej grał w Hammarby IF oraz AIK Fotboll. W drugim z tych klubów rozegrał w 1950 tylko 5 spotkań, następnie wyjechał do Włoch i został piłkarzem Interu. W Mediolanie grał przez 9 sezonów, w 1953 i 1954 zdobył scudetto. Grał w Sampdorii (1959–1962) i US Palermo (1962–1963). W Serie A rozegrał ponad 300 spotkań i strzelił około 70 bramek. Po powrocie do ojczyzny występował m.in. w Hammarby.
W reprezentacji Szwecji w latach 1950–1964 zagrał 11 razy i strzelił 1 bramkę. Podczas finałów rozegrał 9 meczów, strzelił bramkę w półfinale z RFN w 1958.
W piłkę grali również jego synowie. W 1984 odsłonięto w Sztokholmie jego pomnik, autorstwa Olle Adrina.